# Iphiaulax lynceus
Iphiaulax lynceus är en stekelart som beskrevs av Cameron 1909. Iphiaulax lynceus ingår i släktet Iphiaulax och familjen bracksteklar. Inga underarter finns listade i Catalogue of Life.